# Convento de San Domenico (Fiesole)

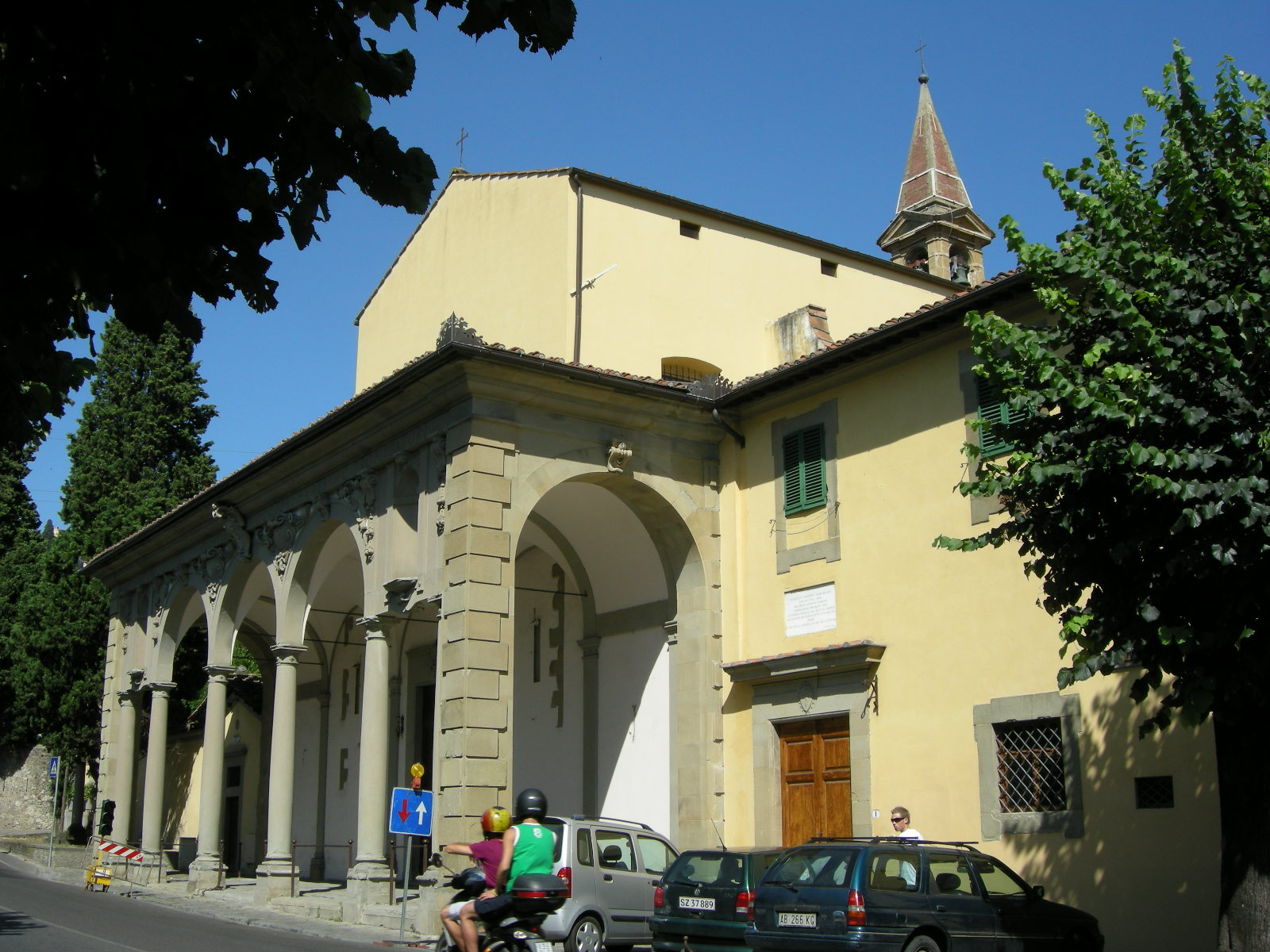
Pórtico de entrada no convento

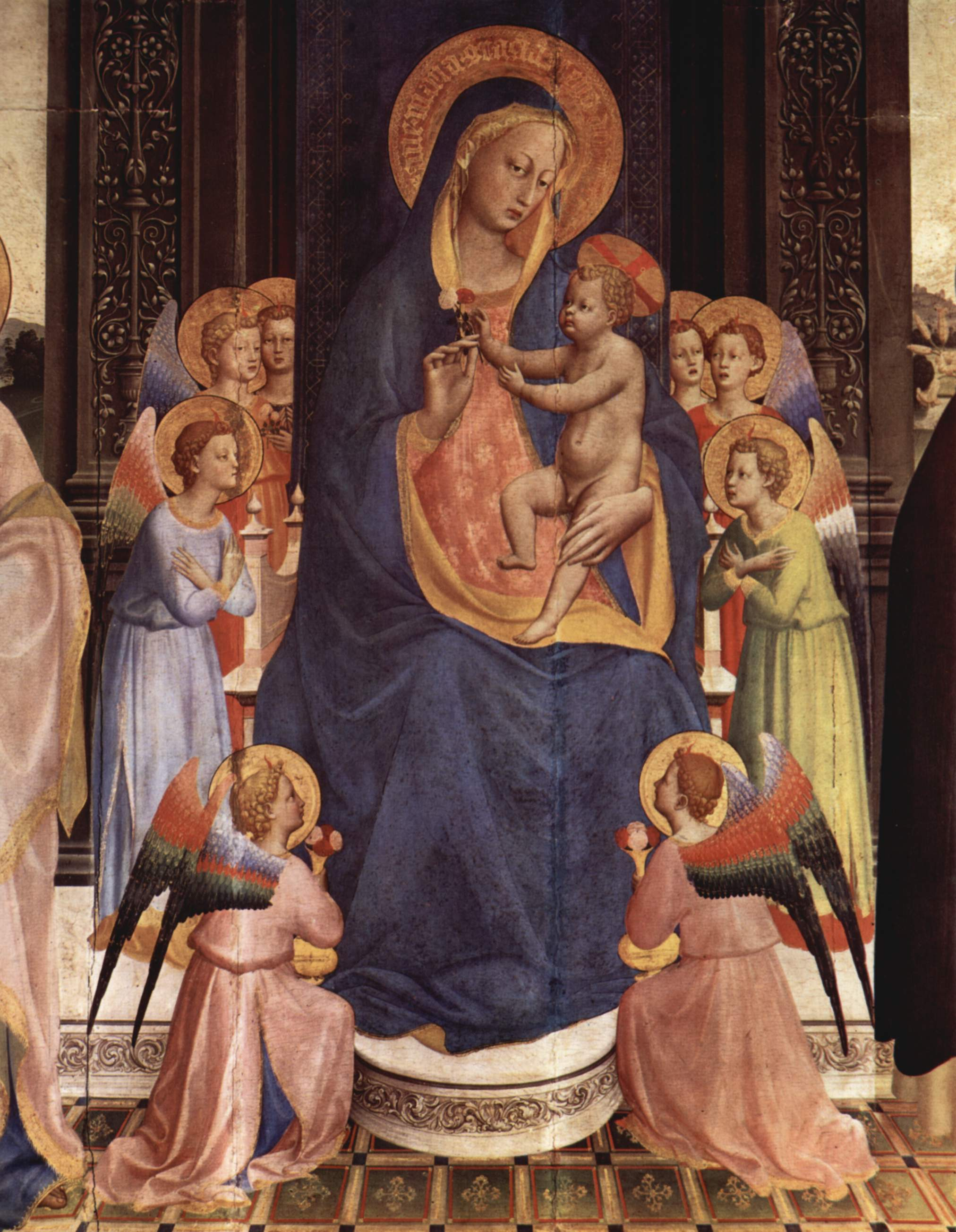
Parte central da Pala di Fiesole de Fra Angelico

O Convento de San Domenico (Convento de São Domingos) é um convento da Ordem Dominicana em Fiesole, na Toscânia, Itália, perto da colina de Fiesole nos arredores de Florença. Foi fundado em 1406 e concluído em 1435 sob iniciativa de Giovanni Dominici e do bispo de Fiesole, Jacopo Altoviti, ambos monges na Basílica de Santa Maria Novella em Florença.
O campanário e o pórtico são de 1635, projetados por Matteo Nigetti. O interior da igreja é de nave única, com capelas laterais.
Fra Angelico foi monge neste local, e pintou várias obras para o convento, incluindo a Pala di Fiesole e a Coroação da Virgem (hoje no Museu do Louvre em Paris). A obra Virgem com o Menino entre São João Batista e São Sebastião de Pietro Perugino é hoje exibida na Galleria degli Uffizi em Florença.

## Galeria

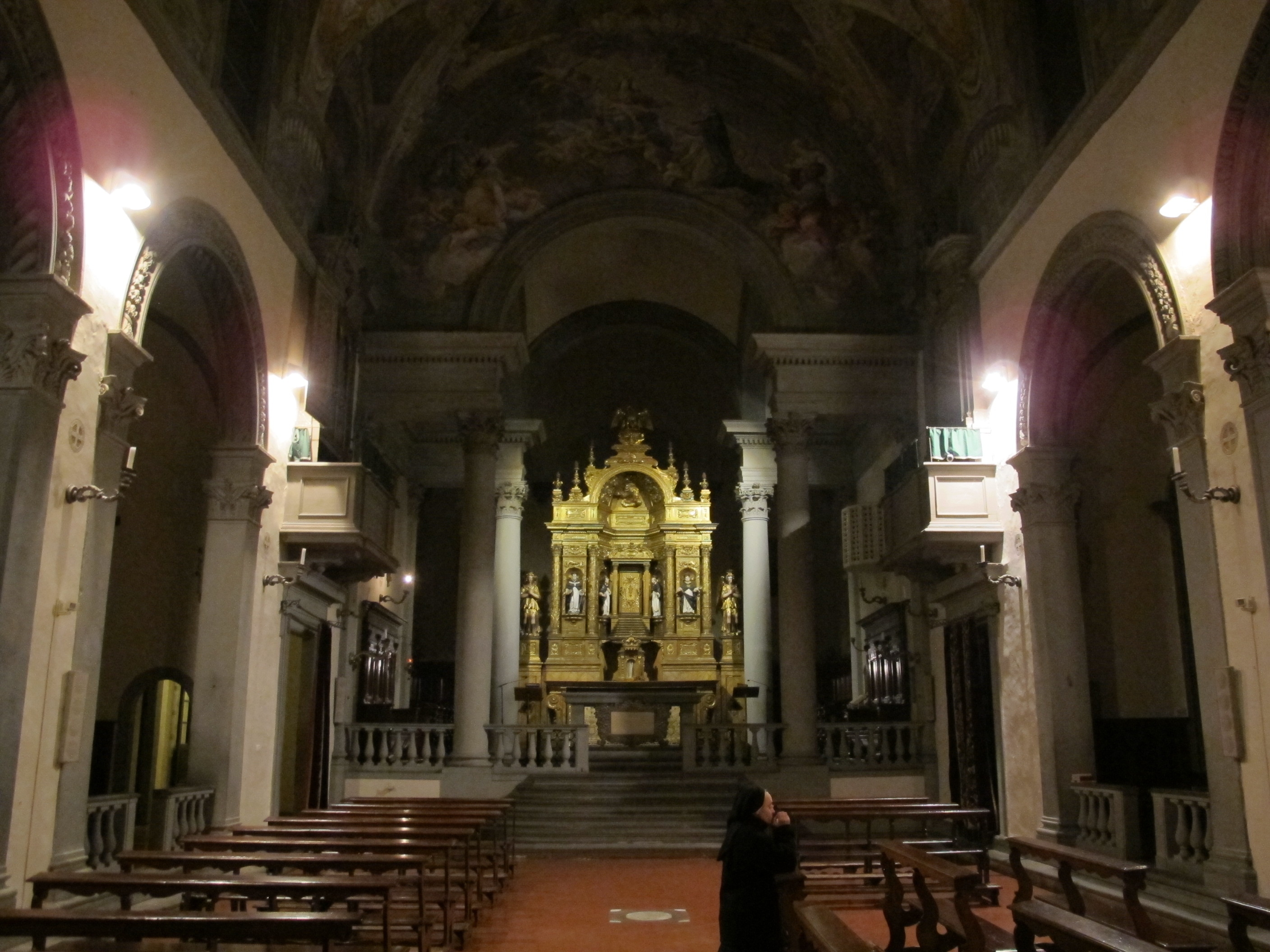
Interior do convento
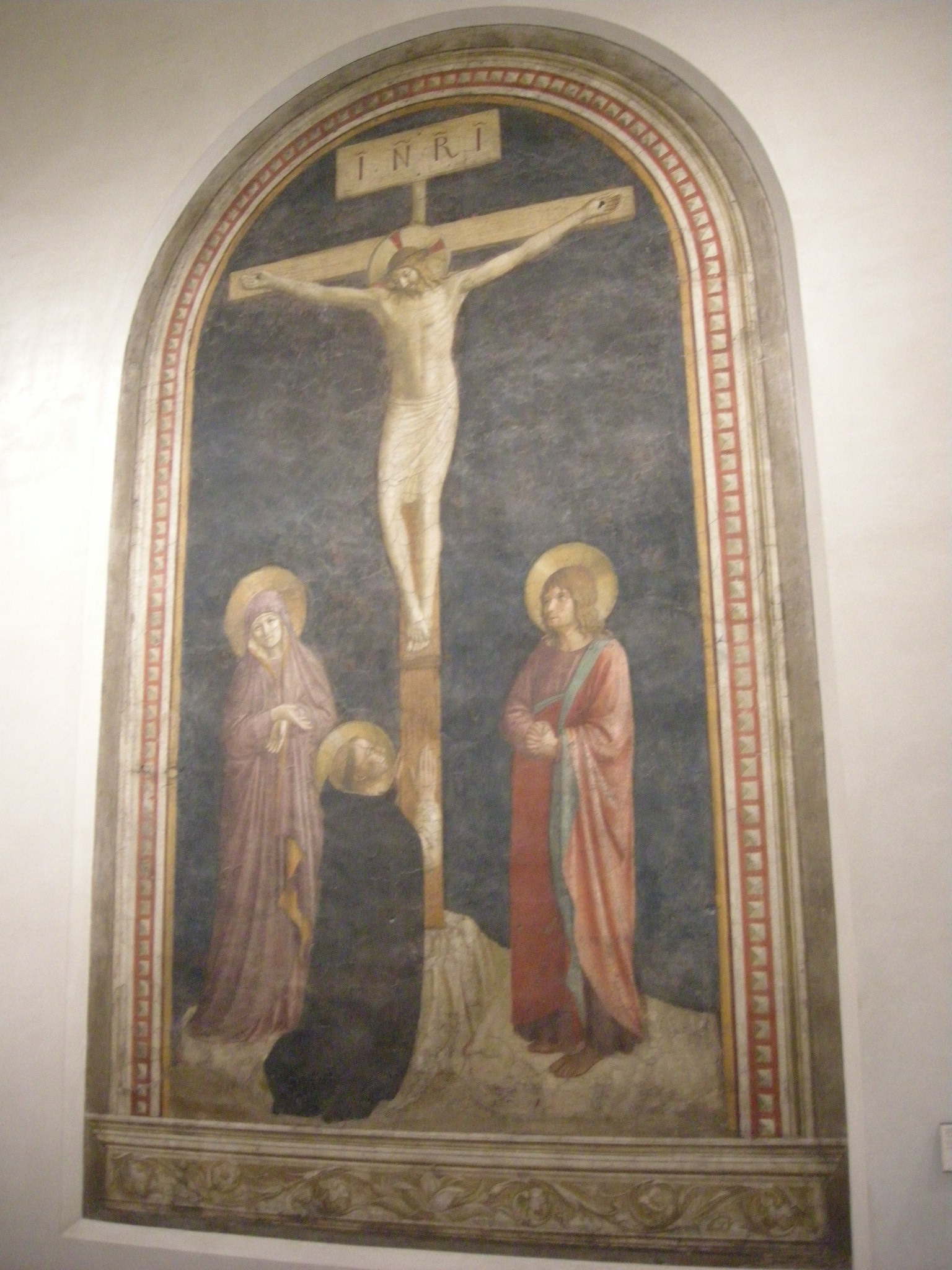
Fresco de Fra Angelico com o Calvário (hoje no museu do Louvre)